# Епілог

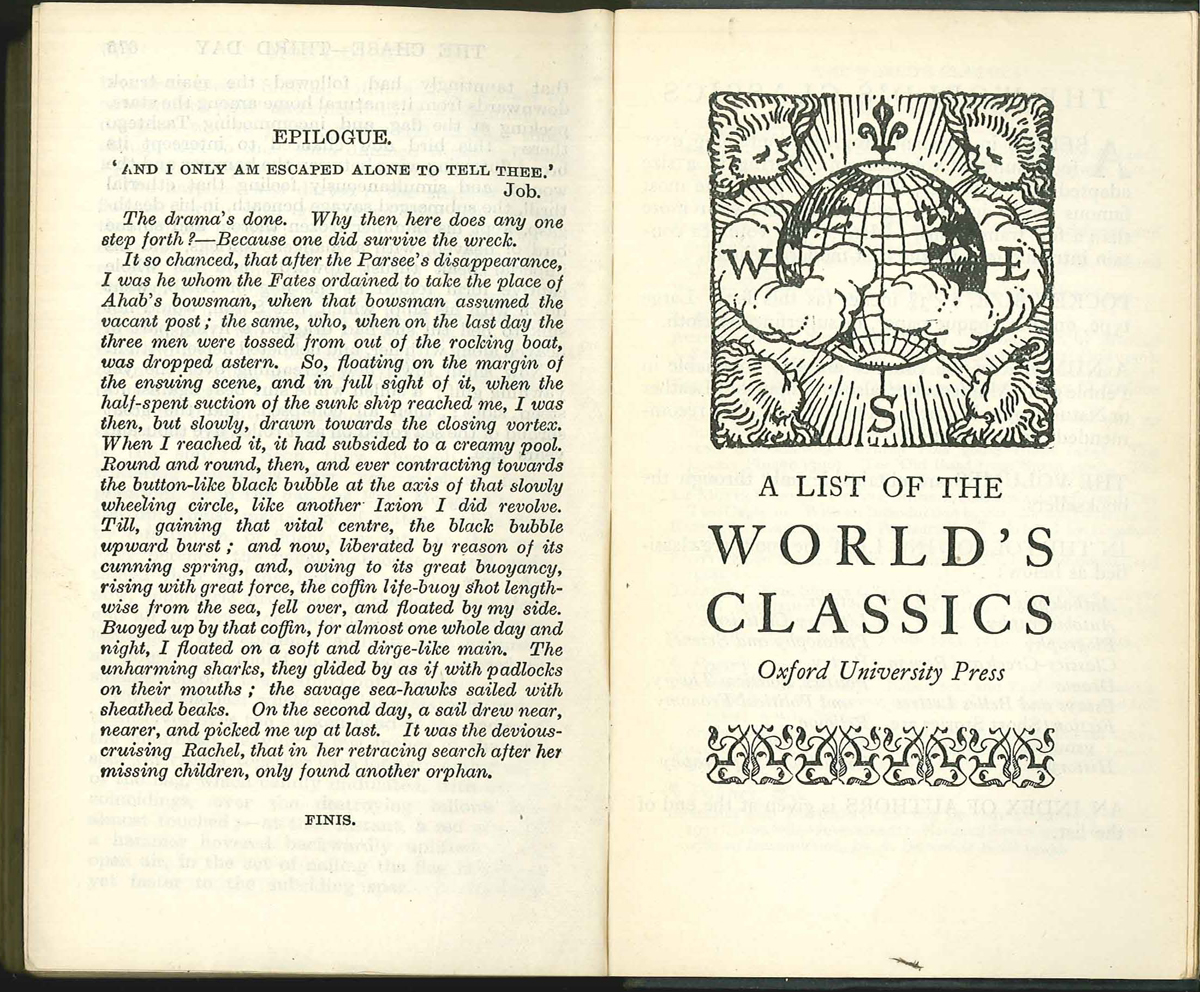
Епілог

Епілог (грец. έπίλογος, epílogos — «післяслів'я») — заключна частина, в кінці літературного твору, яка зазвичай використовується для його завершення. Вона подається з точки зору внутрішньої історії. Якщо автор звертається безпосередньо до читача, це правильніше вважати післямовою. Протилежністю є пролог — уривок на початку літературного чи драматичного твору, який зазвичай використовується, щоб відкрити історію та зацікавити читача. У деяких жанрах, наприклад, телевізійних програмах та відеоіграх, епілог називають «аутро» (англ. outro), за зразком використання слова «інтро» (англ. intro) для «вступу».
Дія епілогу зазвичай розгортається в майбутньому, після завершення основної історії. У межах певних жанрів він може використовуватися, щоб натякнути на наступну частину в серії творів. Він також використовується, щоб задовольнити читацьку цікавість і закрити будь-які нерозв'язані частини сюжету.

## У відеоіграх
У відеоіграх епілоги можуть відбуватися в кінці сюжету, зазвичай після закінчення титрів. Епілог у грі функціонує подібно до епілогу в кіно та літературі, підсумовуючи історію. Взаємодія гравця з епілогом у відеогрі може визначати, чим закінчується історія, якщо гра містить кілька кінцівок. Наприклад, у відеогрі 2012 року Spec Ops: The Line є чотири можливі кінцівки, і три з них визначаються тим, що гравець робить в епілозі. Епілоги також можуть бути представлені як додатковий завантажуваний контент або розширення, які доповнюють основний сюжет гри.